# كاستين (مين)
كاستين (بالإنجليزية: Castine, Maine)‏ هي بلدة أمريكية تقع في الولايات المتحدة في Hancock County. يقدر عدد سكانها بـ 1,366 نسمة ومساحتها 51.83 كم2 وترتفع عن سطح البحر 9 متر.

## التركيبة السكانية
قام مكتب تعداد الولايات المتحدة بتحديد بيانات التركيبة السكانية لكاستين في تعداد الولايات المتحدة. في ما يلي، التركيبة السكانية حسب تعدادي 2000 و2010.

### تعداد عام 2000
بلغ عدد سكان كاستين 1,343 نسمة بحسب تعداد عام 2000، وبلغ عدد الأسر 372 أسرة وعدد العائلات 222 عائلة مقيمة في البلدة. في حين سجلت الكثافة السكانية 172.2 نسمة لكل ميل مربع (66.5/كم2). وبلغ عدد الوحدات السكنية 649 وحدة بمتوسط كثافة قدره 83.2 نسمة لكل ميل مربع (32.1/كم2).
وتوزع التركيب العرقي للبلدة بنسبة 97.10% من البيض و 0.60% من الأمريكيين الأصليين و 0.74% من الأمريكيين ذوي الأصول الآسيوية و 0.67% من الأمريكيين الأفارقة و 0.67% من عرقين مختلطين أو أكثر.
بلغ عدد الأسر 372 أسرة كانت نسبة 18.0% منها لديها أطفال تحت سن الثامنة عشر تعيش معهم، وبلغت نسبة الأزواج القاطنين مع بعضهم البعض 49.2% من أصل المجموع الكلي للأسر، ونسبة 7.0% من الأسر كان لديها معيلات من الإناث دون وجود شريك، وكانت نسبة 40.3% من غير العائلات. تألفت نسبة 30.1% من أصل جميع الأسر من أفراد ونسبة 12.4% كانوا يعيش معهم شخص وحيد يبلغ من العمر 65 عاماً فما فوق. وبلغ متوسط حجم الأسرة المعيشية 2.69، أما متوسط حجم العائلات فبلغ 2.16.
بلغ العمر الوسطي للسكان 24 عاماً. وكانت نسبة 10.3% من القاطنين تحت سن الثامنة عشر، وكانت نسبة 41.9% بين الثامنة عشر والأربعة وعشرون عاماً، ونسبة 15.0% كانت واقعةً في الفئة العمرية ما بين الخامسة والعشرون حتى والأربعة وأربعون عاماً، ونسبة 18.4% كانت ما بين الخامسة والأربعون حتى الرابعة والستون، ونسبة 14.4% كانت ضمن فئة الخامسة والستون عاماً فما فوق. يوجد لكل 100 أنثى 186.4 ذكر، ويوجد لكل 100 أنثى في الثامنة عشر من عمرها فما فوق 196.8 ذكر.
بلغ متوسط دخل الأسرة في البلدة 46,250 دولار، أما متوسط دخل العائلة فبلغ 65,500 دولار. وكان متوسط دخل الذكور 36,250 دولار مقابل 30,893 دولار للإناث. وسجل دخل الفرد الخاص بالبلدة 20,078 دولار. وكانت نسبة 3.2% من العائلات ونسبة 12.0% من السكان تحت خط الفقر، وكان من هؤلاء نسبة 10.9% تحت سن الثامنة عشر ونسبة 4.7% في الخامسة والستين من العمر وما فوق.

### تعداد عام 2010
بلغ عدد سكان كاستين 1,366 نسمة بحسب تعداد عام 2010، وبلغ عدد الأسر 380 أسرة وعدد العائلات 193 عائلة مقيمة في البلدة. في حين سجلت الكثافة السكانية 175.6 نسمة لكل ميل مربع (67.8/كم2). وبلغ عدد الوحدات السكنية 704 وحدة بمتوسط كثافة قدره 90.5 لكل ميل مربع (34.9/كم2).
وتوزع التركيب العرقي للبلدة بنسبة 96.7% من البيض و 0.1% من الأمريكيين الأصليين و 1.1% من الأمريكيين ذوي الأصول الآسيوية و 0.5% من الأمريكيين الأفارقة و 1.2% من عرقين مختلطين أو أكثر.
بلغ عدد الأسر 380 أسرة كانت نسبة 15.5% منها لديها أطفال تحت سن الثامنة عشر تعيش معهم، وبلغت نسبة الأزواج القاطنين مع بعضهم البعض 43.9% من أصل المجموع الكلي للأسر، ونسبة 4.2% من الأسر كان لديها معيلات من الإناث دون وجود شريك، بينما كانت نسبة 2.6% من الأسر لديها معيلون من الذكور دون وجود شريكة وكانت نسبة 49.2% من غير العائلات. تألفت نسبة 29.5% من أصل جميع الأسر من أفراد ونسبة 14.4% كانوا يعيش معهم شخص وحيد يبلغ من العمر 65 عاماً فما فوق. وبلغ متوسط حجم الأسرة المعيشية 2.58، أما متوسط حجم العائلات فبلغ 2.13.
بلغ العمر الوسطي للسكان 22.2 عاماً. وكانت نسبة 7.5% من القاطنين تحت سن الثامنة عشر، وكانت نسبة 50.6% بين الثامنة عشر والأربعة وعشرون عاماً، ونسبة 10.2% كانت واقعةً في الفئة العمرية ما بين الخامسة والعشرون حتى والأربعة وأربعون عاماً، ونسبة 15.7% كانت ما بين الخامسة والأربعون حتى الرابعة والستون، ونسبة 16.2% كانت ضمن فئة الخامسة والستون عاماً فما فوق. وتوزع التركيب الجنسي للسكان بنسبة 66.5% ذكور و33.5% إناث.